# Мія Юлія Брюкнер
Мі́я Ю́лія Брю́кнер (нім. Mia Julia Brückner, відома як співачка Mia Julia та порноакторка Mia Magma (нім. Mia Magma); 9 грудня 1986, Мюнхен) — німецька порноакторка, partyschlager-співачка та еротична модель. Впродовж 2010—2012 років знімалася для порнокомпанії Magmafilm. Після виходу з порноіндустрії у 2013 році розпочала кар'єру співачки у німецькому жанрі вечірок partyschlager. Багато виступає та веде вечірки на Майорці. З листопада 2020 року знову знімає порнофільми, які продає сама.

## Біографія
Юлія (справжнє ім'я співачки) народилася 9 грудня 1986 року у Мюнхені, але росла з молодшим братом і старшою сестрою у верхньобаварському містечку Моренвайс. П'ять років працювала перукаркою. 
У 2006 році познайомилася зі страховим агентом Пітером Брюкнером, з яким через три роки одружилася. 2009 року у місті Гільхінг пара відкрила власний паб. Вони були прихильниками свінгу, і завдяки цьому у 2010 році виникла ідея, що Юлія може зніматися в порно. Через пів року після одруження Юлія почала зніматися у порнографії, а чоловік став її продюсером. Батьки Юлії сприйняли її потрапляння в порноіндустрію в 22 роки з шоком.
Навесні 2023 року співачка на своїй сторінці в Instagram розповіла, що хвора на синдром Туретта та депресію.

### Mia Magma, порноіндустрія (2010—2012)
Но одній з вечірок у свінгер-клубі Юлія познайомилася з порноакторкою Ванітою Тан. 2010 року вона підписала контракт з німецькою порнокомпанією Magmafilm, завдяки якому отримала псевдонім Мія Маґма (нім. Mia Magma). Дебютувала у порнофільмі Das Sennenlutschi.
25 листопада 2010 року Мія Маґма з'явилася в репортажі жіночої передачі Frau tv на телеканалі WDR. Згідно з голосуванням, проведеним газетою Bild, наприкінці грудня 2010 року вона була визнана однією з найкращих нових порнозірок Німеччини разом з Лєною Нітро[джерело?]. За перший рік у порноіндустрії знялася у п'яти порнофільмах і стала лауреаткою премії Erotixxx Award у категорії «найкращий німецький новачок» (англ. Best German Newcomer). У найближчі місяці знялася ще у 10 порнофільмах. Того ж року за її участі вийшла телепередача Eppert sucht den Pornostar (Епперт шукає порнозірку) з Торстеном Еппертом на каналі ZDFneo. Відтоді Брюкнер почали запрошувати на телебачення, а також на фотосесії для журналів. Вона знялася в кліпі Fremdgehen для німецького хіп-хоп-гурту K.I.Z[джерело?]. За словами Брюкнер, її чоловік увесь час її супроводжував і сприяв. Він був присутній на всіх зйомках і сам знявся в чотирьох фільмах. Брюкнер потрапила на обкладинку жовтневого випуску 2012 року німецькомовного видання журналу Penthouse. Всього за кілька місяців усі примірники номера з фото порноакторки, зробленими Мартіном Зібенбруннером, були розкуплені й шанувальники писали їй в пошуках примірника. 
Однак, попри успіх, восени того ж року Мія Маґма оголосила, що йде з порноіндустрії, а також відкликала номінацію на премію Venus Award. Відтоді вирішила присвятити себе кар'єрі в музиці під псевдонімом Mia Miya. Пізніше у пресрелізі було повідомлено, що вона змінить псевдонім з Мії Маґми та стане Мією-Юлією Брюкнер, і вона заявила, що хотіла б вести в майбутньому еротичне шоу на кшталт Wa(h)re Liebe на телеканалі VOX або потрапити в журі талант-шоу Das Supertalent.

### Mia Julia, кар'єра співачки (з 2013)
З 2013 року Брюкнер почала виступати як співачка під сценічним ім'ям «Mia Julia». Вона часто виступає на іспанській Майорці, розігріваючи гостей на культових дискотеках Bierkönig і Oberbayern. Один з перших хітів, Oh Baby, потрапив до збірки Ballermann Hits 2013. А пісня Scheiss auf Schickimicki, записана разом зі Штефаном Штурмером, потрапила в Après Ski Hits 2015.
Крім музичної кар'єри Брюкнер веде публічне життя та знімається на телебаченні. Так 21 лютого 2013 року вона з'явилася в програмі Exclusive - The Report телеканалу RTL II у випуску The Hotest Professional Tips for the Bedroom (Найгарячіші професійні поради для спальні) і 2 травня того ж року у випуску From Poppstar to Popstar. Невдовзі співачка ще раз потрапила в німецьку версію Penthouse як «Кішечка місяця» (нім. Pet des Monats) у грудні 2013 року. А у серпні 2014 року знялася у реаліті-шоу Promi Big Brother: Das Experiment.
Втретє Юлія Брюкнер з'явилася у німецькомовному Penthouse у жовтневому випуску 2015 року, її фото потрапило на обкладинку, а також серія фото була в самому випуску[джерело?]. Того ж року Мія Юлія стала «амбасадоркою» найбільшої у світі еротичної виставки Venus Berlin разом з німецькою еротичною моделлю Мікаелою Шефер, а наступного року взяла участь у рекламній компанії виставки разом з моделями Шефер, Сарою Джоель Джанел та ютуб-блогеркою Lexy Roxx[джерело?].
Того ж року вона дала перший сольний концерт як partyschlager-співачка в клубі Delta Musik Park Essen, що у Рурському регіоні. Як повідомляло пізніше видання Popschlager Aktuell, квитки на концерт були продані за кілька тижнів. Крім власної сольної кар'єри Мія Юлія багато часу проводить на Майорці, працюючи конферансьє на культовій дискотеці Bierkönig, що на курорті Плайя-де-Пальма, зокрема у 2018 році вона провела 58 вечірок. У 2018 році Мія Юлія розповіла в інтерв'ю, що має конфлікт зі звукозаписною компанією Summerfield Records і судиться з нею.
У вересні 2020 року Мія Юлія в дуеті з Френзі Бліц під назвою SchoKKverliebt випустила альбом Porno!, який посів 33 місце в німецькому чарті[джерело?]. Наприкінці цього ж року співачка в інтерв'ю газеті Bild повідомила, що повертається до знімання порно.
З кінця 2020 року Брюкнер регулярно публікує домашнє порно на OnlyFans[джерело?].

## Фільмографія
Порнофільми
- 2010 — Das Sennenlutschi
- 2010 — Moli trifft… 2
- 2010 — Pure Lust
- 2010 — Analsex for Lovers
- 2010 — Der ultimative Blowjob
- 2011 — Mia Magma's Sex-Blog
- 2011 — Mia's Traumfick
- 2011 — Das Tagebuch der Mia Magma
- 2011 — White Dreams: Beautiful Desires
- 2011 — White Dreams: Girls Like Us
- 2012 — White Dreams: Sweet Surrender
- 2012 — Sex Click
- 2012 — Sexy Snow Bunnies: Girlfriends on Tour
- 2012 — Mia's Traumurlaub auf Mallorca
- 2020 — Flaschendrehen — Wahrheit oder Pflicht Teil 2
- 2020 — Superprivate Mia Julia Anal
- 2020 — Superprivatx Behind the Scenes X
- 2020 — Xpervo Mia Julia Sloppy Blowjob
- 2021 — Superprivate X Mia Julia on Her Limit

Телешоу
- 2014 — Promi Big Brother[de]
- 2014 — Promi Big Brother – Late Night Live[de]
- 2016, 2021 — Promi Big Brother – Die Late Night Show[de]

## Дискографія
Альбоми
- 2015 — Frech, laut, sexy!
- 2017 — Geile Zeit
- 2020 — Mitten in Mia
- 2023 — Schlechte Manieren

Синґли
- 2012 — Der Berg kommt
- 2013 — Oh Baby (на основі пісні Heaven Is a Place on Earth[en])
- 2014 — Hey Mr. DJ
- 2014 — Auf die Liebe
- 2014 — Wir retten die Welt
- 2014 — Scheiss auf Schickimicki (у дуеті зі Штефаном Штурмером[de])
- 2015 — Mallorca (da bin ich daheim) (з DJ Mico)
- 2015 — Danke
- 2015 — Nackt is geil
- 2016 — Schnaxeln (Das Duett) (у дуеті з Лоренцом Бюффелем[de])
- 2016 — In den Bergen (Da bin ich daheim) (з DJ Mico)
- 2016 — Wir sind Mallorca (у дуеті з Ікке Гіпгольд[de])
- 2016 — Wir sind der Ballermann (з Ікке Гіпгольд)
- 2016 — Wir sind der Bierkönig (з Ікке Гіпгольд)
- 2016 — Wir sind die Geilsten
- 2017 — Dorfkind (Mallorcastyle-Mix) (з Dorfrocker[de])
- 2017 — Endlich wieder Malle
- 2017 — M.I.A. Meine Gang[4] (кавер на пісню Ravers in the UK ді-джея Manian[de])
- 2017 — Ein goldener Stern (з Лоренцом Бюффелем)
- 2018 — Der Beat Zum Springen (Komodo) (з DJ Biene)
- 2018 — Nr. 1
- 2019 — Wir sind wir (Mallorcastyle) (у дуеті з Френзі Бліц)
- 2019 — Weck mich nicht auf
- 2020 — Weihnachten daheim
- 2020 — Kein Bock
- 2020 — Wir lassen unsere Herzen in die Luft fliegen
- 2020 — Weil sie für immer ist
- 2021 — Ich f*cke gern
- 2021 — Scheiss auf Zuhause (з Specktakel)
- 2021 — Ich bleib hier! (з Mütze Katze)
- 2021 — Alles nur geklaut (разом з Specktakel, Sabbotage, Frenzy, Jay Ventura)
- 2021 — Mama Platz (з Talstrasse 3–5)
- 2021 — Freitag, Samstag, Dicht
- 2022 — Wir eskalieren (з Finch)
- 2022 — Malle Beste Leben
- 2022 — Der Zug hat keine Bremse (Mallorcastyle) (з Лоренцом Бюффелем і Malle Anja[de])
- 2023 — Peter Pan (у дуеті з Джуліаном Зоммером[de])
- 2023 — Kopfkino (з Dorfrocker)
- 2023 — Mallorca mein Zuhause (з Rumbombe та Skatschie)
- 2023 — Wir heben ab
- 2023 — Rum Cola Korn Kabänes (з Malle Anja)
- 2023 — Wenn ich du wär (з Die Atzen[de])
- 2023 — Bring mich nach Hause
- 2023 — Mallelelele (з Rumbombe)
- 2023 — Blockflötenunterricht (з HBz і Pottsau)

Дует SchoKKverliebt
- Альбом: 2020 — Porno!

Синґли:
- 2020 — Brave Mädchen

- 2020 — Gönn dir
- 2020 — Enrico

## Нагороди, номінації та чарти
Премії
| Рік            | Конкурс             | Номінація            | Результат    | Прим.        |
| Порно-премії   | Порно-премії        | Порно-премії         | Порно-премії | Порно-премії |
| -------------- | ------------------- | -------------------- | ------------ | ------------ |
| 2010           | Erotixxx Award      | Best German Newcomer | Перемога     | [ 4 ]        |
| 2011           | Erotic Lounge Award | Beste Darstellerin   | Перемога     | [ 20 ]       |
| 2012           | Venus Award         | —                    | Номінація    | [ 3 ]        |
| Музичні премії |                     |                      |              |              |
| 2016           | Ballermann-Award    | —                    | Перемога     |              |